# Annonciation (Neroccio di Bartolomeo de' Landi)
Pour les articles homonymes, voir Annonciation et L'Annonciation dans les arts.
L'Annonciation, réalisée par Neroccio di Bartolomeo de' Landi en collaboration avec Francesco di Giorgio Martini, est une peinture a tempera sur panneau de bois en forme de demi-lune  de 49 × 128,5 × 3,9 cm, qui peut être datée vers 1470, et conservée au Yale University Art Gallery (New Haven).
Ce panneau, dont la fonction est d'orner le registre supérieur d'un grand retable est issu d'une structure imposante qui n'a toujours pas été identifiée. Considérée par la plupart des historiens d'art comme le résultat de l'une des dernières collaborations entre Neroccio et Francesco di Giorgio
Martini, cette Annonciation révèle néanmoins des similitudes structurelles avec le haut cintré (centinata) couronnant la Pala di Spedaletto du Vecchietta (1462). Michele Maccherini l'attribue entièrement à Neroccio et la situe au début des années 1480.

## Description
Conformément à l'iconographie chrétienne de l'Annonciation faite à Marie, l'Archange Gabriel placé à gauche porte un phylactère (AVE GRATIA PLENA) tandis que Marie assise à droite tient un livre, devant sa maison dont on aperçoit le lit de la chambre. Les séparent un vase contenant des lys. Au premier plan et axialement vers le point de fuite, une porte dans la clôture de la cour s'ouvre sur un paysage champêtre dont on aperçoit la cime des arbres. Au-dessus sur un fond de ciel,  Dieu le père apparaît dans une nimbe rouge.
La perspective est accentuée par un carrelage noir et blanc, des éléments architecturaux placés frontalement (colonne et siège à droite, clôture à bas-reliefs au fond, mur et pilastre à gauche).

## Sources
- (en) Gertrude Coor, Neroccio de' Landi 1447-1500, Princeton, New Jersey, Princeton University Press, 1961, 235 p., 30 x 23 cmReproduction de l' Annonciation (figure no 21), décrite p. 171-172, (no 27) dans le catalogue.
- (it) Francesco Sorce, « LANDI, Neroccio dei », dans Enciclopedia Treccani, vol. 63 : Dizionario Biografico degli Italiani, Rome, Istituto dell'Enciclopedia Italiana, 2004 (lire en ligne)
- (it) Luciano Bellosi, Francesco di Giorgio e il Rinascimento a Siena 1450-1500, Milan, Mondadori Electa, 1993, 556 p., p. 330.Catalogue de l'exposition tenue à Sienne en l'église Sant'Agostino du 25 avril au 31 juillet 1993.